# Син рак
Синият рак (на латински: Callinectes sapidus – „красив вкусен плувец“) е представител на висшите ракообразни (Malacostraca – от гръцки: „мека черупка“).

## Описание
Синият рак има твърда черупка и 10 паякообразни крака. Задните му крака са видоизменени в плавници, а предните в щипци. 

## Разпространение
Родината му е източното крайбрежие на САЩ. В Черно море за пръв път попада през 1968 г., а второто му наблюдение е през 1984 г. Отново е видян през 2025 г. на българското черноморие при остров Св. Тома.